# Henri Gruel
Pour les articles homonymes, voir Gruel.
Henri Gruel est un réalisateur français et un spécialiste des effets sonores, né le 5 février 1923 à Mâcon (Saône-et-Loire) et mort le 23 novembre 2007 à Figanières (Var). 

## Biographie
Henri Gruel est l'auteur de Mayola en 1959, de La Ballade des Dalton en 1978, et l'arrangeur sonore du Roi et l'Oiseau.
Il remporte le Grand Prix des Journées internationales du film de court-métrage de Tours en 1957 pour La Joconde : Histoire d'une obsession (commentaire de Boris Vian) et obtient deux ans plus tard dans le même festival le prix de la critique internationale.
En 1974, René Goscinny nomme Henri Gruel et Pierre Watrin directeurs de l'animation des Studios Idéfix.

## Filmographie

### Réalisateur
Courts métrages d'animation
- 1953 : Martin et Gaston
- 1955 : Le Voyage de Badabou
- 1956 : Le Voyageur
- 1958 : Mayola (coréalisateur : Nicolas Schöffer)
- 1958 : La Joconde : Histoire d'une obsession
- 1958 : Métropolitain (coréalisatrice : Laure Garcin)
- 1959 : Monsieur Tête (coéalisateur : Jan Lenica)
- 1966 : Contes Zaghawa (coréalisateur : André Fontaine)

Long métrage
- 1963 : Le Roi du village

### Effets sonores
- 1969 : Tintin et le Temple du Soleil
- 1971 : Lucky Luke
- 1972 : Tintin et le Lac aux requins
- 1972 : Le Viager
- 1974 : Les Gaspards
- 1976 : Les Douze Travaux d'Astérix
- 1976 : Minichronique
- 1978 : La Ballade des Dalton
- 1980 : Le Roi et l'Oiseau